# Provinzialverband

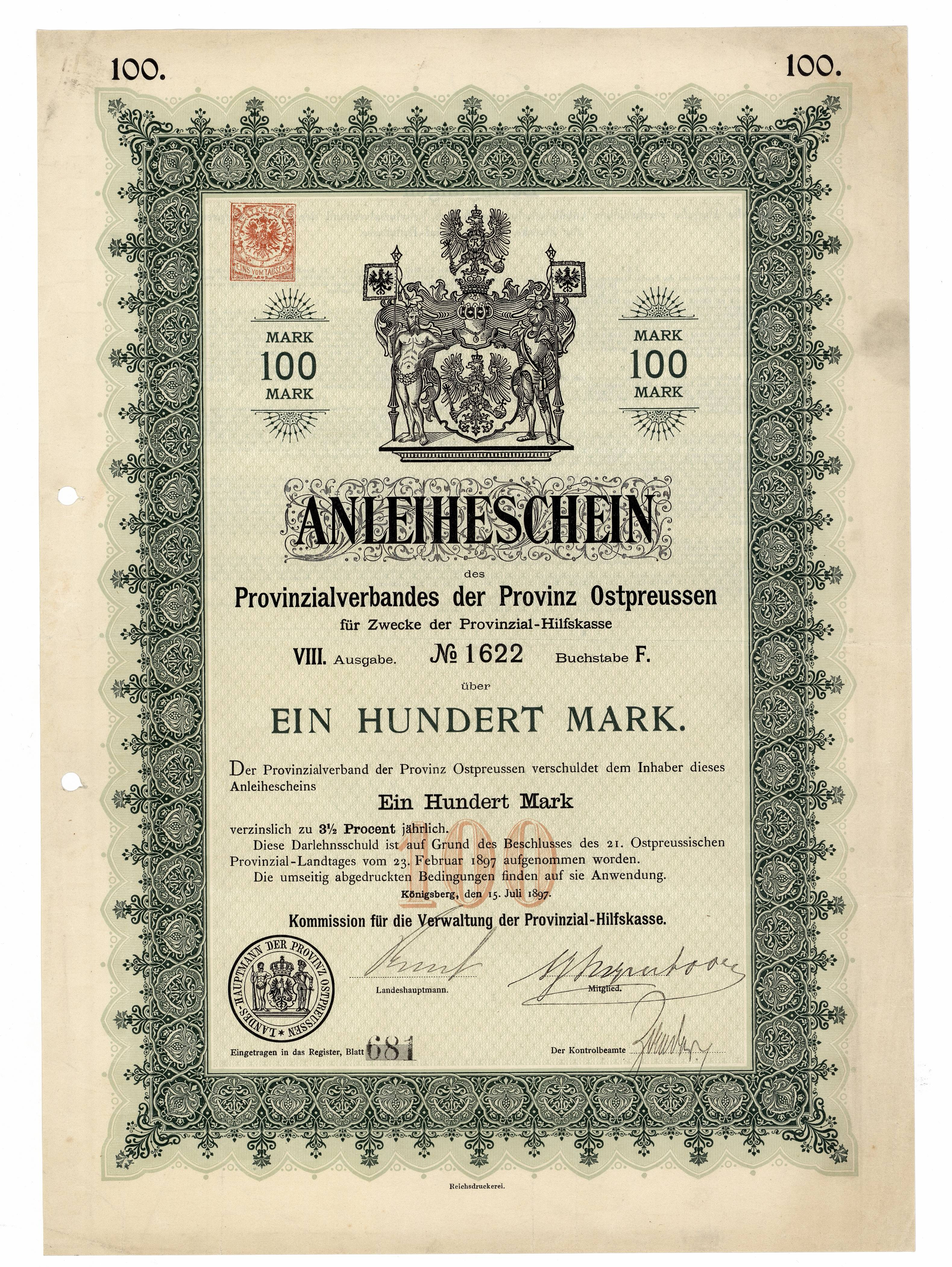
Anleiheschein des Provinzialverbandes der Provinz Ostpreussen für Zwecke der Provinzial-Hilfskasse von 1897

Der Provinzialverband war eine Körperschaft der kommunalen Selbstverwaltung in den preußischen Provinzen oberhalb der Kommunen und Land- und Stadtkreise, die 1875 per Gesetz eingerichtet wurde und die älteren landständischen Gebietskörperschaften ersetzte.
Der Provinzialverband erledigte im Rahmen der jeweiligen Provinz teils vom Staat gesetzlich zugewiesene, teils freiwillig übernommene Aufgaben, sowie staatliche Aufgaben, die ihm übertragen wurden, so genannte Auftragsangelegenheiten. Vom Inhalt her lassen sie sich in die Bereiche Verkehrswesen, Wirtschaftspflege, Volksfürsorge (heute wohl mit Sozialpolitik vergleichbar) und Kulturpflege einteilen.
Oberstes Organ war der Provinziallandtag, der die rechtlichen Regelwerke in Form von Statuten und Ordnungen erließ, die für den Geltungsbereich faktisch Gesetzeskraft hatten. Außerdem beschloss er den Provinzialhaushalt. Die allgemeine Verwaltung wurde durch den Provinzialausschuss, die laufende Verwaltung durch die Provinzialverwaltung abgewickelt. Chef der Provinzialverwaltung war gemäß preußischem Gesetz der Landesdirektor. Viele Provinziallandtage änderten aber die Bezeichnung in Landeshauptmann (1889 in Westfalen, 1902 in Schleswig-Holstein, 1920 generell in allen Provinzen, außer Brandenburg). Im Zuge der Vereinheitlichung von Amtsbezeichnungen durch das NS-Regime wurde 1937 dieser brandenburgische Partikularismus nivelliert und auch hier die Bezeichnung Landeshauptmann eingeführt. Die einzelnen Verwaltungsbereiche wurden von Landesräten geleitet. Sowohl Landeshauptmann wie Landesräte waren vom Provinziallandtag gewählte Wahlbeamte.
Mit Gesetz vom 15. Dezember 1933, welches zum 1. April 1934 in Kraft trat, wurden die Aufgaben des Provinzialausschusses und des Landeshauptmanns dem Oberpräsidenten, also dem Leiter der staatlichen Verwaltung, der jeweiligen Provinz übertragen, der damit eine erhebliche Kompetenzerweiterung erfuhr. Der Landeshauptmann wurde zu seinem Vertreter und fungierte dementsprechend auch in seinen Briefköpfen als „Der Oberpräsident (Verwaltung des Provinzialverbandes)“.
Nach 1945 wurden die faktisch bereits verstaatlichten Provinzialverbände fast überall auch de jure abgeschafft. Lediglich in dem aus der Provinz Westfalen und dem Nordteil der Rheinprovinz gebildeten Bundesland Nordrhein-Westfalen existieren die ehemaligen Provinzialverbände infolge von Neugründungen als Landschaftsverband Rheinland und Landschaftsverband Westfalen-Lippe fort.

## Hessen-Nassau, Hohenzollern und Herzogtum Lauenburg
Während in Preußen allgemein je Provinz ein Provinzialverband gebildet wurde, galten für Hessen-Nassau, die Hohenzollerischen Landen und den Kreis Herzogtum Lauenburg abweichende Regelungen. Hier übernahmen Landeskommunalverbände bzw. Bezirksverbände die Aufgaben der Provinzialverbände. 
Die neun Oberämter (später dann die 1925 gebildeten zwei Kreise) in den schon 1850 angeschlossenen Hohenzollerischen Landen bildeten ab 1873 den Hohenzollerischen Landeskommunalverband, der am 1. Januar 1973 aufgelöst wurde.
Der schon 1872 für Sachsen-Lauenburg gegründete Landeskommunalverband blieb auch bestehen, nachdem das Herzogtum am 1. Juli 1876 staatsrechtlich mit Preußen vereinigt wurde und fortan den Kreis Herzogtum Lauenburg in der Provinz Schleswig-Holstein bildete. Bis zur Auflösung im Dritten Reich bestand der Landeskommunalverband Kreis Herzogtum Lauenburg, zuständig für das Kreisgebiet, neben dem Provinzialverband Schleswig-Holstein mit Zuständigkeit für die übrige Provinz. 
Die Verwaltungsreform 1885/1886 fasste die Kreise der Regierungsbezirke je zu Bezirksverband Kassel bzw. Bezirksverband Wiesbaden zusammen, die bis 1953 die Aufgaben erfüllten, die sonst ein Provinzialverband übernahm.

## Verbände einzelner Provinzen
- Provinzialverband Brandenburg, 1876–1945
- Provinzialverband Pommern, 1876–1945
- Provinzialverband der Rheinprovinz, 1887–1953
- Provinzialverband Sachsen, 1876–1945[2]
- Provinzialverband Schlesien, 1876 bis 1919 und nochmals von 1938 bis 1941
- Provinzialverband der Provinz Westfalen, 1886–1953